# Ernie Terrell
Pour les articles homonymes, voir Terrell.
Ernie Terrell est un boxeur américain né le 4 avril 1939 à Belzoni (Mississippi) et mort le 16 décembre 2014 à Evergreen Park (Illinois). Il épousa en 1965 la chanteuse Tammi Terrell.

## Carrière
Passé professionnel en 1957, il remporte la ceinture vacante de champion du monde de boxe poids lourds WBA en 1965 après avoir battu son compatriote Eddie Machen, ceinture qu'il perdra aux points à sa 3e défense le 6 février 1967 face à Mohamed Ali. Il met un terme à sa carrière en 1973 sur un bilan de 45 victoires et 9 défaites.